# Cap de Couedic

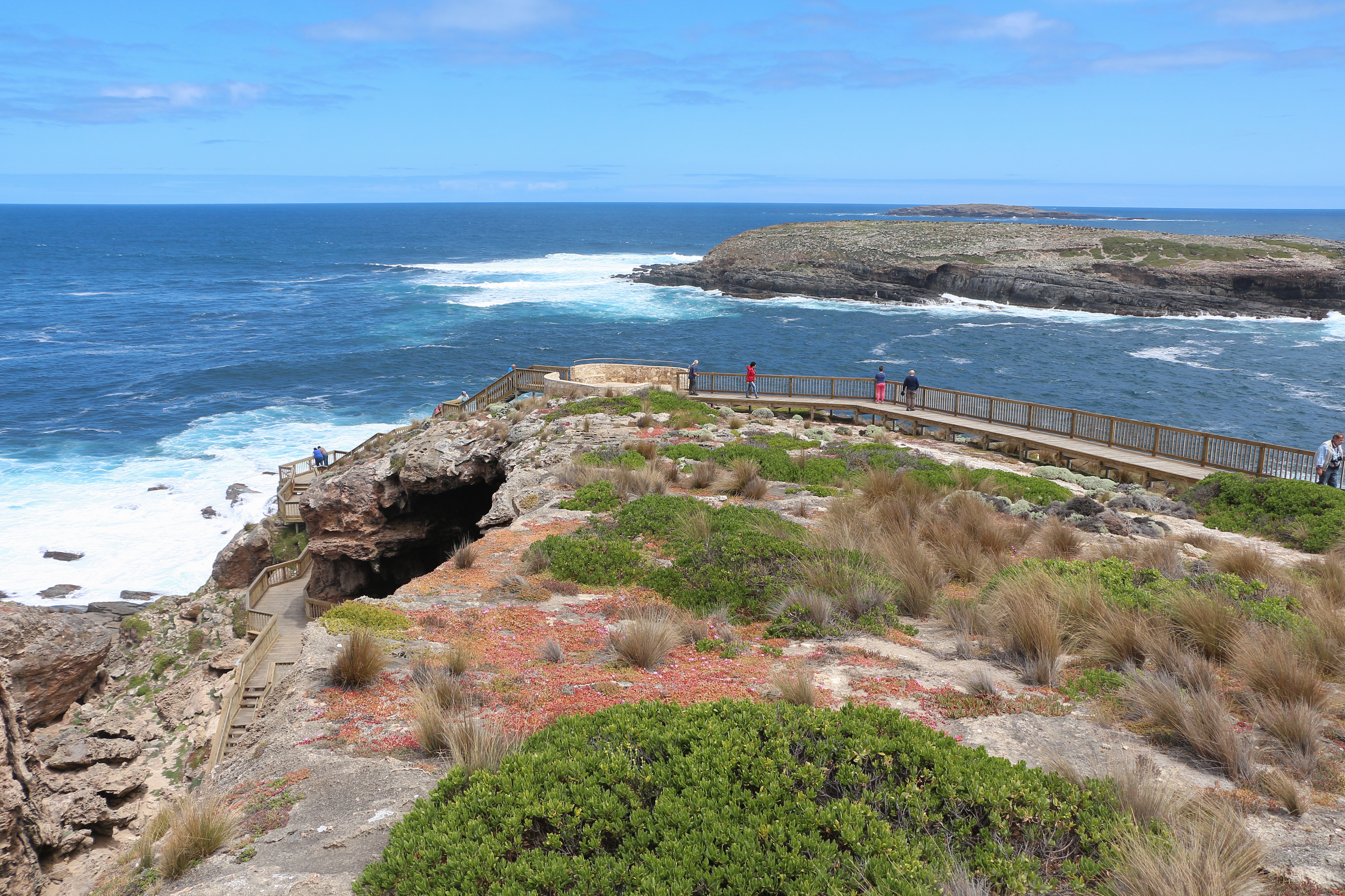
Cap du Couedic

Le cap de Couedic est situé à la pointe sud ouest de l'île Kangourou, à 36°03.5′S 136°41.9′E au large des côtes australiennes. Il a été appelé ainsi en 1803 par l'explorateur français Nicolas Baudin en l'honneur de son ami, le capitaine Charles Louis du Couëdic de Kergoualer (1740-1780).
Le phare du cap de Couedic est un important point de repère. Construit entre 1906 et 1909, il est formé d'une tour en pierre du lieu et de 3 maisons de 4 pièces pour le gardien, ses assistants et leurs familles.
Comme beaucoup de lieux analogues, le site était à l'époque inaccessible par la terre. Tous les matériaux ont dû être acheminés par bateau et hissés par un système de câbles mus par une paire de chevaux.
À l'heure actuelle, le phare est automatisé et les touristes peuvent loger dans les anciennes maisons des gardiens.